# 徐州专区
徐州专区，中华人民共和国江苏省已撤销的专区，在今江苏省北部和安徽省。
1953年置，专员公署驻徐州市。辖徐州市、新海连市，及铜山、丰县、沛县、萧县砀山、邳县、睢宁、新沂、东海、赣榆凡二市十县。
1954年，新海连市改省直辖。1955年，砀山、萧县2县划归安徽省宿县专区。1958年，新海连市划回徐州专区。辖1市、8县。
1961年，铜山县划归徐州市；新海连市改名连云港市。1962年，连云港市升地级市；铜山县划回徐州专区。辖8县。

## 徐州地区
1970年，撤销徐州专区，改置徐州地区。 
1983年，江苏省实行市管县体制，撤徐州地区，将所辖丰县、沛县、新沂、邳县、睢宁、铜山6县划归徐州市，徐州市区设鼓楼、云龙、贾汪、矿区、郊区5个区。将徐州地区的赣榆、东海和淮阴地区的灌云3县划归连云港市领导。连云港市区设新海、连云、云台3个市辖区。